# Ximo Rovira i Coca
Ximo Rovira i Coca (Madrid, 1961) és un presentador de televisió valencià nascut a Madrid.
Els seus primers passos professionals van ser precisament en la seua localitat natal, on va treballar a l'emissora local de la Cadena SER entre el 1984 i el 1989.
El 1990 es va incorporar a Televisió Valenciana, Canal 9, on va presentar el concurs Tria Tres, sota la direcció de Sergi Schaaf. El 1991-1992 va col·laborar a l'espai Olé tus vídeos, presentat per Rosa Maria Sardà i emés per cinc canals autonòmics.
Als següents anys va continuar treballant tant a Canal 9 (al costat de Núria Roca) com a Ràdio Nou.
El 1997 va començar a presentar el polèmic programa Tómbola, produït a València i emés per Canal 9, Telemadrid, Canal Sur i multitud de cadenes locals de tot l'Estat. El programa va estar en antena fins al 2004 amb excel·lents resultats d'audiència, a pesar dels seus polèmics continguts. Seguidament va dirigir el programa "Escàner", a Canal 9.
Potseriorment va continuar a la cadena amb el magazín vespertí "El café de Ximo". Canal 9 va oferir al presentador "Xamba", un concurs diari de sobretaula amb la participació de xiquets.
El 2007 Ximo Rovira va fer el salt a la televisió d'àmbit nacional amb el reality show d'Antena 3 Unan1mous.
El 2007 i 2008 va substituir el popular presentador Jaime Cantizano per realitzar les versions d'estiu dels programes de la premsa del cor ¿Dónde estás corazón? i En Antena, que rep el nom "En Antena Splash".

## Programes de televisió que ha presentat
- Tria Tres (1990) (Canal 9)
- Olé tus vídeos (1991-1992) (Canal 9, Telemadrid, Canal Sur, ETB i TVG).
- El món per un forat (1993)
- Enhorabona (1993) (Canal 9)
- Vídeos, Vídeos (1994) (Antena 3)
- Hui en dia (1995) (Canal 9)
- Si l'encerte l'endivine (1997) (Canal 9)
- Tómbola (1997-2004) (Canal 9, Telemadrid i Canal Sur)
- Escàner (2005) (Canal 9)
- El café de Ximo (2005) (Canal 9)
- Xamba (2005) (Canal 9)
- Unam1ous (2007) (Antena 3)
- ¿Dónde estás, corazón? (2007, edició d'estiu) (Antena 3)
- En antena splash (2007) (Antena 3)
- Impacto Total (2007) (Antena 3)
- Vaya par... de tres (2009) (Antena 3) Aquest programa durà molt poc a causa de la poca audiència front a Sálvame de Tele 5
- Menuda és la nit (2010) (Canal 9)